# Pleyel
 (septembre 2022).
La mise en forme du texte ne suit pas les recommandations de Wikipédia : il faut le « wikifier ».
Les points d'amélioration suivants sont les cas les plus fréquents. Le détail des points à revoir est peut-être précisé sur la page de discussion.
- Les titres sont pré-formatés par le logiciel. Ils ne sont ni en capitales, ni en gras.
- Le texte ne doit pas être écrit en capitales (les noms de famille non plus), ni en gras, ni en italique, ni en « petit »…
- Le gras n'est utilisé que pour surligner le titre de l'article dans l'introduction, une seule fois.
- L'italique est rarement utilisé : mots en langue étrangère, titres d'œuvres, noms de bateaux, etc.
- Les citations ne sont pas en italique mais en corps de texte normal. Elles sont entourées par des guillemets français : « et ».
- Les listes à puces sont à éviter, des paragraphes rédigés étant largement préférés. Les tableaux sont à réserver à la présentation de données structurées (résultats, etc.).
- Les appels de note de bas de page (petits chiffres en exposant, introduits par l'outil «  Source ») sont à placer entre la fin de phrase et le point final[comme ça].
- Les liens internes (vers d'autres articles de Wikipédia) sont à choisir avec parcimonie. Créez des liens vers des articles approfondissant le sujet. Les termes génériques sans rapport avec le sujet sont à éviter, ainsi que les répétitions de liens vers un même terme.
- Les liens externes sont à placer uniquement dans une section « Liens externes », à la fin de l'article. Ces liens sont à choisir avec parcimonie suivant les règles définies. Si un lien sert de source à l'article, son insertion dans le texte est à faire par les notes de bas de page.
- La présentation des références doit suivre les conventions bibliographiques. Il est recommandé d'utiliser les modèles {{Ouvrage}}, {{Chapitre}}, {{Article}}, {{Lien web}} et/ou {{Bibliographie}}. Le mode d'édition visuel peut mettre en forme automatiquement les références.
- Insérer une infobox (cadre d'informations à droite) n'est pas obligatoire pour parachever la mise en page.

Pour une aide détaillée, merci de consulter Aide:Wikification.
Si vous pensez que ces points ont été résolus, vous pouvez retirer ce bandeau et améliorer la mise en forme d'un autre article.
Pour les articles homonymes, voir Pleyel (homonymie).
Pleyel est une marque de pianos française fondée en 1807 par Ignace Pleyel. C'est l'une des plus anciennes manufactures de pianos au monde, facteur de pianos officiel du roi sous la Restauration et sous la monarchie de Juillet, reconnaissance qu'elle a alors en partage avec la maison Érard.

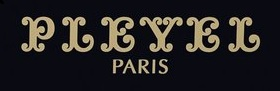
Logo officiel de la marque.

Pleyel est avec Érard et Gaveau l'un des trois grands noms français de la facture de piano. À l'instar des deux autres, Pleyel compte parmi les grandes marques mondiales.
Les pianos Pleyel se distinguent aussi par leur sonorité romantique dite « à la française », donnant aux notes et à la musique interprétée une coloration caractérisée par une rondeur des basses et une finesse des aigus avec un timbre puissant et riche, traits caractéristiques des instruments de la marque.
Elle a fait reconnaître son savoir-faire auprès de nombreux compositeurs parmi lesquels : Frédéric Chopin,, Claude Debussy, Edvard Grieg, Jacques Offenbach, Gioachino Rossini, Johann Strauss, Igor Stravinsky, Maurice Ravel, Manuel de Falla, Arthur Honegger, Camille Saint-Saëns, Craig Armstrong… mais aussi de nombreux pianistes concertistes internationaux comme entre autres Alfred Cortot, Marguerite Long, Arthur Rubinstein, Boris Berezovsky… « Artistes Pleyel ». Très sensibles à la sonorité romantique dite aussi « à la française », spécifique des pianos Pleyel, ils participent du renom international de la marque depuis sa fondation jusqu'à aujourd'hui.
Depuis 2017, la marque est la propriété de la société Algam, distributeur officiel de 150 marques d'instruments de musique et de matériel audio. Le rachat de Pleyel est intervenu à l'initiative de Gérard Garnier, président d'Algam,,.
Le pianiste Yves Henry et le Trio Sōra sont ambassadeurs Pleyel.

## Historique
L'histoire de Pleyel se confond avec celle de ses réalisations et des entrepreneurs qui ont contribué à bâtir son histoire et sa réputation. La salle Pleyel notamment est en fait un prolongement direct et logique des pianos Pleyel.

### Ignace Pleyel de 1807 à 1831

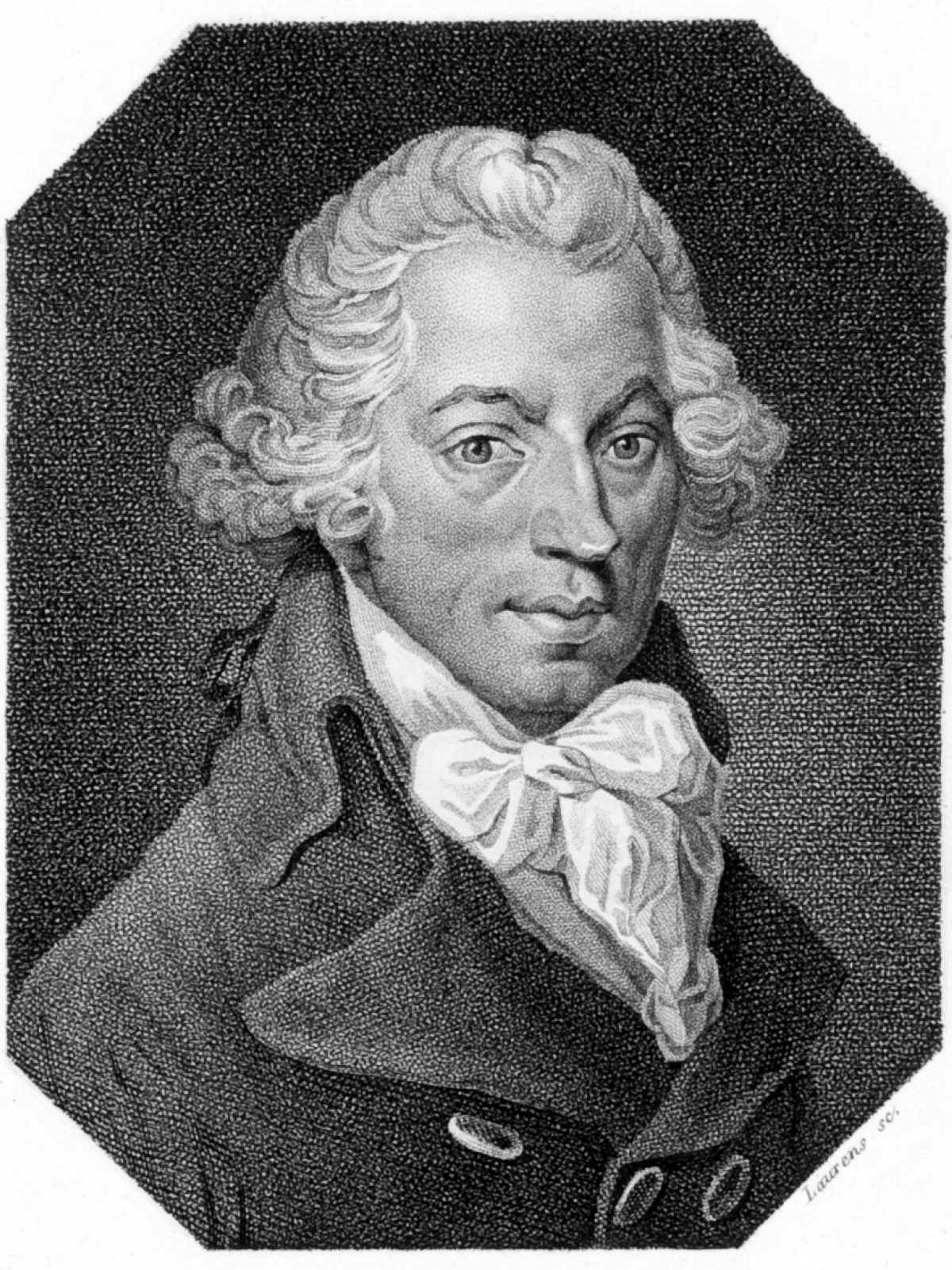
Ignace Pleyel, fondateur de la manufacture Pleyel.

Né le 18 juin 1757 à Ruppersthal en Basse-Autriche, Ignaz Pleyel se révèle très tôt comme un musicien talentueux, compositeur très apprécié de ses contemporains puis à partir de 1802 facteur de pianos de grand renom. Grâce au mécénat du comte Ladislaus Erdödy, il suit les enseignements de Jean-Baptiste Vanhal, avant d’être l’élève de Joseph Haydn. Il devient maître de musique et chef d’orchestre à la cour du Prince Esterhazy à Eisenstadt, et fait de nombreux voyages à travers l’Europe, au cours desquels il rencontre les principaux acteurs de la vie musicale.
En 1783, Ignaz Pleyel — dont le prénom fut francisé en « Ignace » après être devenu français —, arrive à Strasbourg pour assister Franz-Xavier Richter, maître de chapelle de la cathédrale depuis 1769, il est nommé directeur de la musique en 1784 avant de lui succéder en 1789. Il se marie en 1788 et aura quatre enfants, dont Camille qui lui succédera. À la fin du XVIIIe siècle, Ignace Pleyel est un des musiciens français les plus populaires et les plus joués, son talent est unanimement apprécié, y compris par ses confrères, au premier rang desquels Wolfgang Amadeus Mozart. Il est à cette époque un compositeur prolifique, et il laissera derrière lui une œuvre abondante : quarante et une symphonies, six symphonies concertantes, soixante-quatre duos, deux opéras, et de très nombreux octuors, septuors, quintettes ou quartettes. Pleyel est un exemple de ces compositeurs qui furent célébrissimes en leur temps (sa musique s'était fait un chemin jusque dans la Sacred Harp des États-Unis) mais dont la musique est aujourd'hui presque tombée dans l'oubli.
Les troubles politiques qui accompagnent la Révolution française le poussent à partir, en décembre 1791, pour l’Angleterre (où il retrouve son maître Joseph Haydn) sur invitation des Professional Concerts dirigés par le violoniste Wilhelm Cramer. À son retour en France, il est arrêté par les révolutionnaires comparaissant pas moins de sept fois devant le Comité de salut public et ne devant son salut qu’à la composition de l’hymne fleuve La Révolution du 10 août composée en quelque sorte le fusil sur la tempe après un travail de sept jours et sept nuits, avec deux gendarmes à la porte et le librettiste lui donnant ses instructions. Il avait déjà composé en 1791 un Hymne à la liberté avec Rouget de Lisle, et dès lors il est sollicité de nombreuses fois pour composer ou jouer des hymnes lors de fêtes révolutionnaires. On dit même qu’il aurait prêté main-forte à Rouget de Lisle pour composer La Marseillaise…
Après la chute de Robespierre et la fin de la Terreur avec l'avènement du Directoire le calme revenant peu à peu en France, on le retrouve en 1795 à Paris. Sa musique, point trop technique ou difficile, est célèbre. Il va ouvrir son premier commerce de musique puis une maison d'édition musicale.
En 1797, Ignace Pleyel décide de s’établir dans le quartier de la Chaussée d’Antin où il ouvre son magasin d’éditions musicales. Au même moment, il élabore une Méthode pour le piano forte avec Jan Ladislav Dussek, et publie certaines de ses œuvres, puis celles de ses confrères. Il crée, quelques années plus tard, une collection de partitions en format de poche à bas prix qu’il appelle la « Bibliothèque musicale ». La maison d’édition Pleyel aura sorti en tout près de quatre mille titres.
Désirant adapter les instruments aux exigences des compositeurs et interprètes, il conçoit en 1802 son premier piano (prémices de la Maison Pleyel), muni d'un échappement simple où les cordes sont frappées par un marteau et non plus pincées (comme pour le clavecin). Le mérite de l'« échappement double » apparu en 1821 qui permet la répétition rapide d'une note, revient pour sa part à Sébastien Érard, son concurrent et devancier, à la tête des pianos Érard qu'il a fondés sous Louis XVI, époque où il est rapidement nommé facteur officiel du roi charge qu'il conserve ensuite jusqu'à la Révolution. Pleyel dépose son brevet en 1807 année où il lance la fabrication des premiers pianos Pleyel et maintient cette activité grâce au soutien de quelques mécènes. Les premiers pianos Pleyel sortent avec le concours de Charles Lemme pendant quelques mois, mais très vite Ignace Pleyel décide de travailler seul. En 1824, il commence à confier l’entreprise à son fils Camille qui poursuit alors une carrière de concertiste.
Déjà nommé en 1827 fabricant de pianos à queues du duc d'Orléans, Ignace Pleyel est nommé en 1829, conjointement avec son fils Camille, facteur de pianos du roi. En 1831, à la suite de l'avènement de la monarchie de juillet, il est de nouveau nommé à cette charge par le nouveau Roi qui nomme aussi dans le même temps son fils Camille, facteur de harpes du roi .

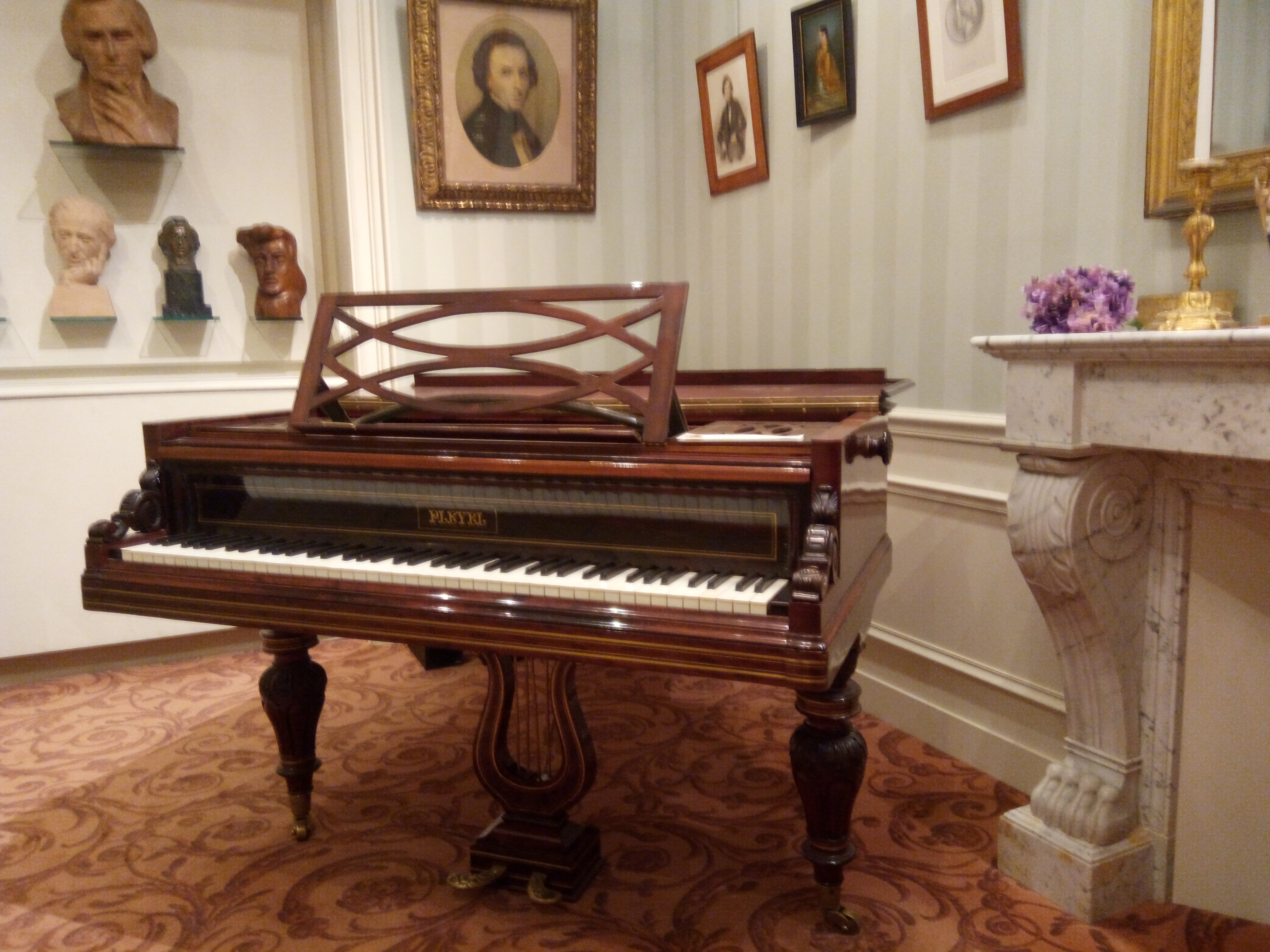
Piano Pleyel à queue de Frédéric Chopin, au musée Chopin de Paris.

### Camille Pleyel de 1831 à 1855

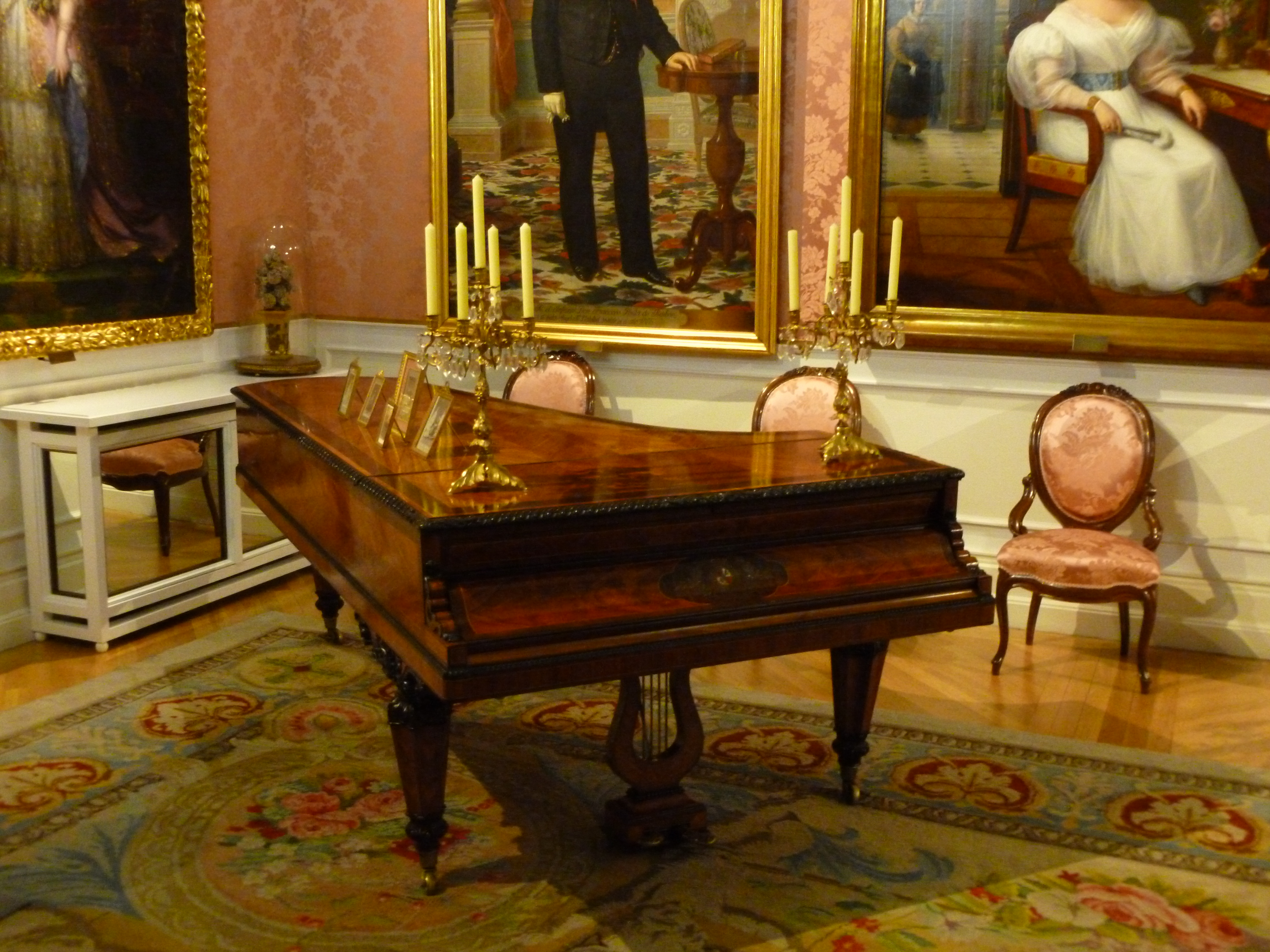
Piano Pleyel à queue marqueté, au musée du romantisme de Madrid

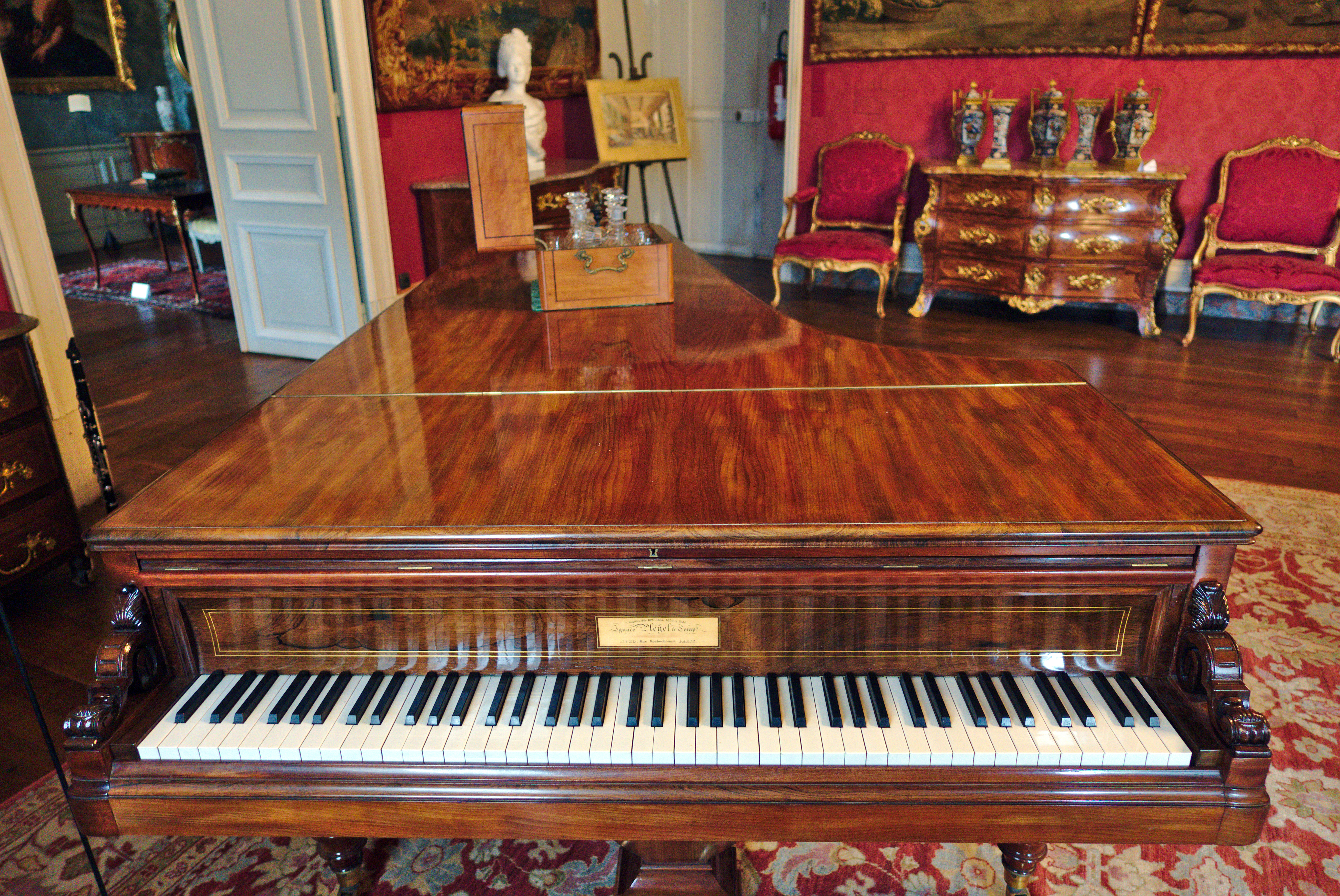
Piano Pleyel à queue de George Onslow en hêtre, érable et épicéa de 1845, au château d'Aulteribe

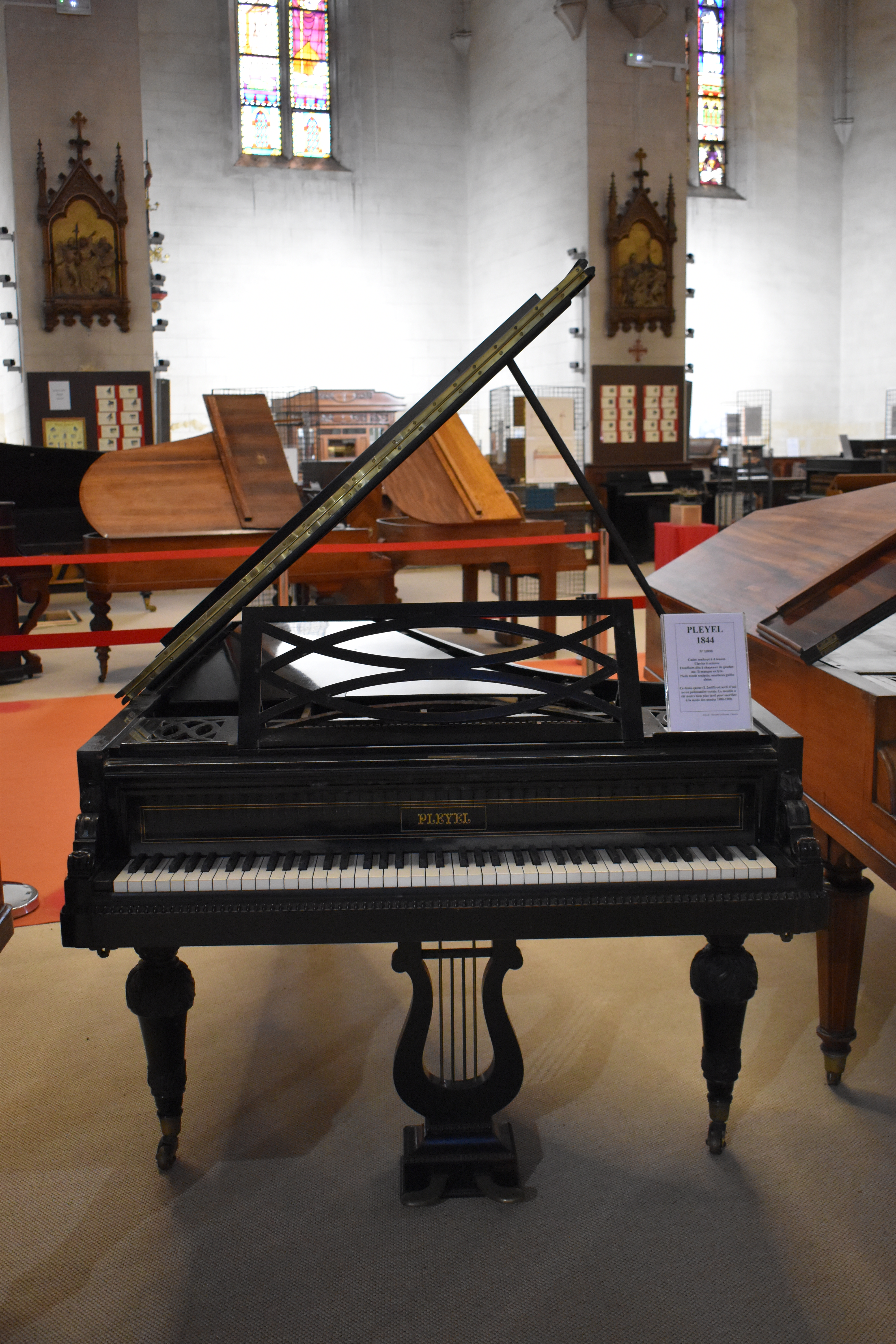
Piano à queue de 1844 Pleyel.

Compositeur moins prolifique que son père, Camille Pleyel est un concertiste de talent remarqué à la cour du roi d’Angleterre, George III. Il voyage énormément en Europe, rendant visite aux autres grands facteurs, notamment Broadwood et Érard, qui sont avec Pleyel les pionniers dans la fabrication de pianos.
Au moment où à la demande de son père Ignace, il reprend les rênes de la manufacture, Camille va pouvoir, au décès de ce dernier fin 1831, s'appuyer sur la position et la reconnaissance officielles que lui procure le double titre de facteur de pianos du roi dans lequel il succède à son père et de facteur de harpes du roi qu'il possède déjà en propre.

#### Le son «à la française» par Pleyel, lien avec Frédéric Chopin
Camille accorde une attention extrême au perfectionnement de ses instruments, en réponse « aux exigences des compositeurs qui souhaitent des sonorités puissantes et riches : c'est la naissance du « son Pleyel offrant rondeur, puissance des basses et finesse des aigus », si caractéristique des pianos de la marque.
Parmi ces compositeurs, le plus emblématique est Frédéric Chopin qui fait partie des inconditionnels des pianos Pleyel qu'il considère comme le « nec plus ultra » en matière de piano. Il est particulièrement attaché à leur sonorité romantique dite « à la française » qu'il considère sans égale, notamment pour l'interprétation du répertoire musical qu'il compose. Il n'accepte d'ailleurs de se produire que sur un piano Pleyel lorsqu'il joue en concert dans le cadre de l'ancienne salle Pleyel (de son époque). Camille Pleyel et Frédéric Chopin ont beaucoup plus en commun qu'un lien de fournisseur d'instrument à musicien, ils deviennent rapidement des amis proches.
Il est à noter que ce « son français », dit aussi « romantique », continue toujours d'être recherché et apprécié de nos jours par des pianistes concertistes internationaux. L'exemple de Valentina Lisitsa qui pour un concert donné en 2014 salle Gaveau donne la préférence à un piano Grand queue de concert Pleyel, après avoir essayé cinq instruments similaires de la marque Steinway, motivant le pourquoi de son choix,, vient illustrer ce point de façon particulièrement éclairante.

#### Le développement international
Camille impulse à la maison une nouvelle dynamique et lui apporte une renommée croissante qui va devenir internationale.
Très vite il s’entoure de musiciens qui suivent de près la conception des pianos et exportent le nom de Pleyel — véritable « marque » — dans le monde entier.
À travers l'organisation de concerts prestigieux et la venue de compositeurs et de pianistes célèbres, dans deux salles qu'il construit successivement en 1830 puis en 1838-1839, ancêtres de l'actuelle salle Pleyel, l'objectif visé est d'offrir à la marque une vitrine assurant la promotion de la grande qualité et du « son à la française » des pianos Pleyel, dont la notoriété est déjà établie. Ces salles sont en fait un prolongement direct et logique des pianos Pleyel, elles vont en effet largement participer de l'accroissement de la visibilité de la marque et de ses pianos et partant, de leur haute réputation qui ne tarde pas à devenir mondiale dès le milieu du XIXe siècle. Il en sera de même de l'actuelle salle Pleyel, conçue dans cette même perspective elle-aussi.
En 1834, la manufacture Pleyel produit mille pianos par an avec deux cents ouvriers. La rencontre avec des artistes de tout pays est grandement facilitée par la programmation de la salle Pleyel d'alors, elle permet à Camille Pleyel de partir à la conquête de nouveaux marchés internationaux dominés jusqu’ici par les Anglais. Il adapte même certains de ses instruments aux conditions climatiques de pays lointains en les « tropicalisant » afin de leur donner une meilleure résistance aux conditions hygrométriques.

### Auguste Wolff de 1855 à 1887

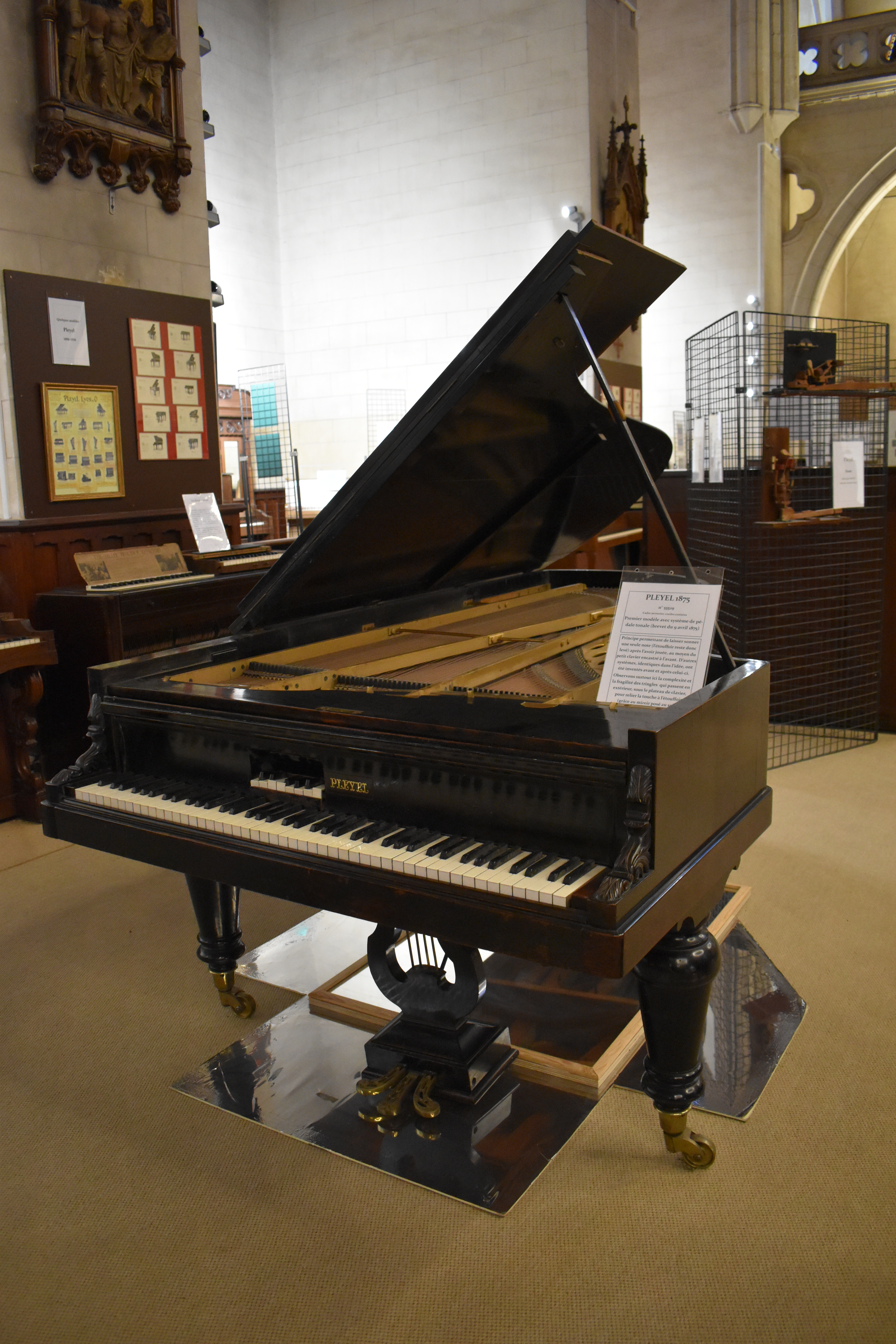
Piano à queue de 1875 Pleyel.

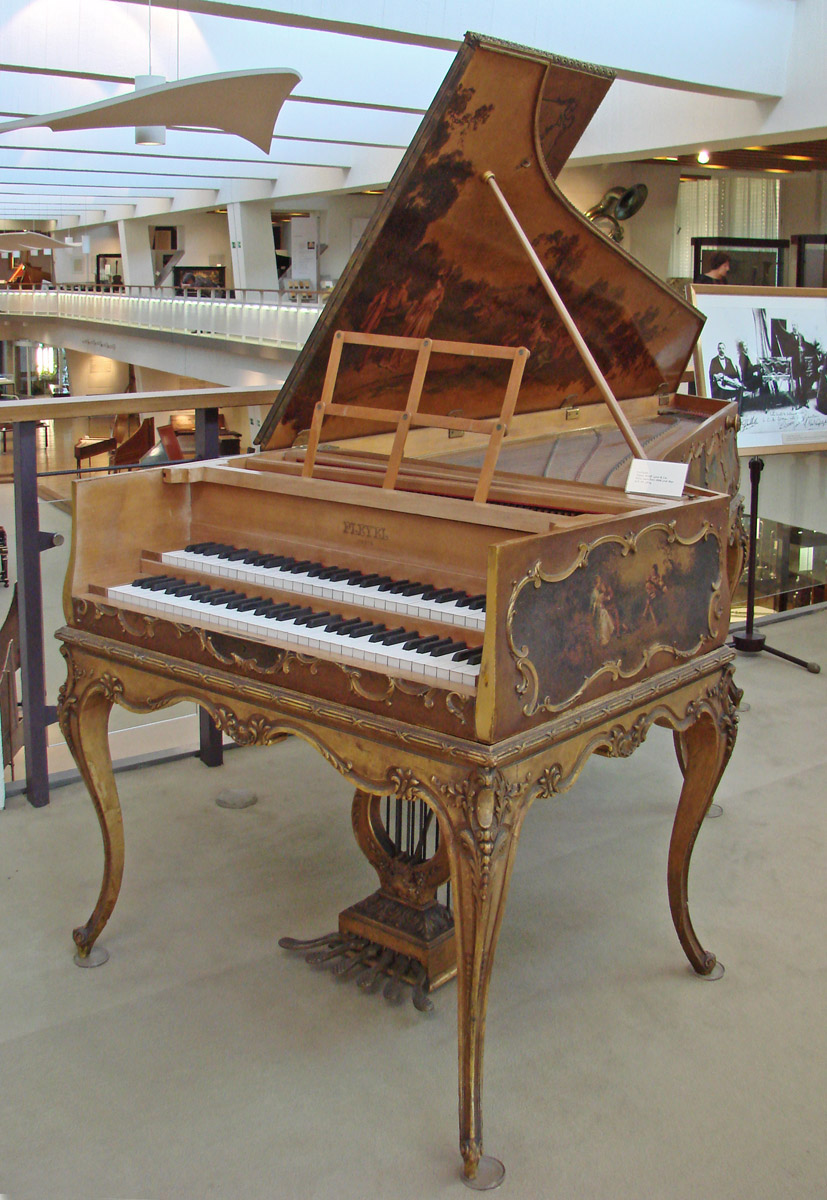
Clavecin de 1889 Pleyel au musée de Berlin.

Auguste Wolff est associé à Camille Pleyel dès 1853. Lui-même issu d’une famille de musiciens, il est un compositeur talentueux et un musicien accompli. Wolff sera un facteur de pianos d’exception et contribuera grandement au développement de l’entreprise en multipliant les innovations et en modernisant continuellement les pianos produits. Il met l’accent sur la fabrication de pianos réputés à la fois pour leur sonorité et leur élégance.
En 1865, Wolff crée sur le boulevard Ornano, à Saint-Denis, une vaste usine de 55 000 m2 équipée de machines à vapeur, de plus de 200 machines-outils, de canalisations de chauffage, d’air comprimé et de vapeur générés par une station autonome, produisant 2 500 pianos en 1887.

### Gustave Lyon de 1883 à 1936

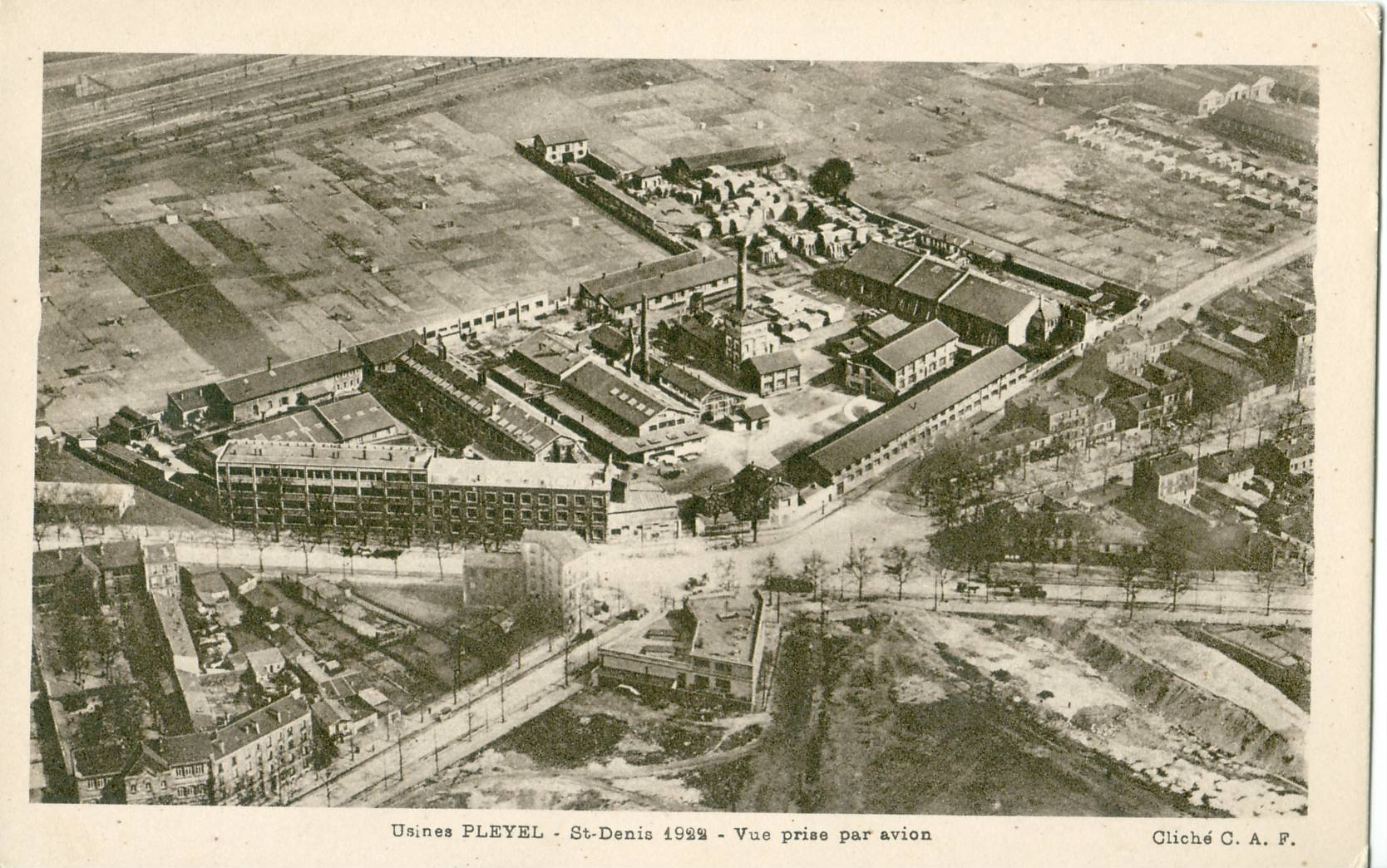
Vue aérienne des usines Pleyel de Saint-Denis, 1922.

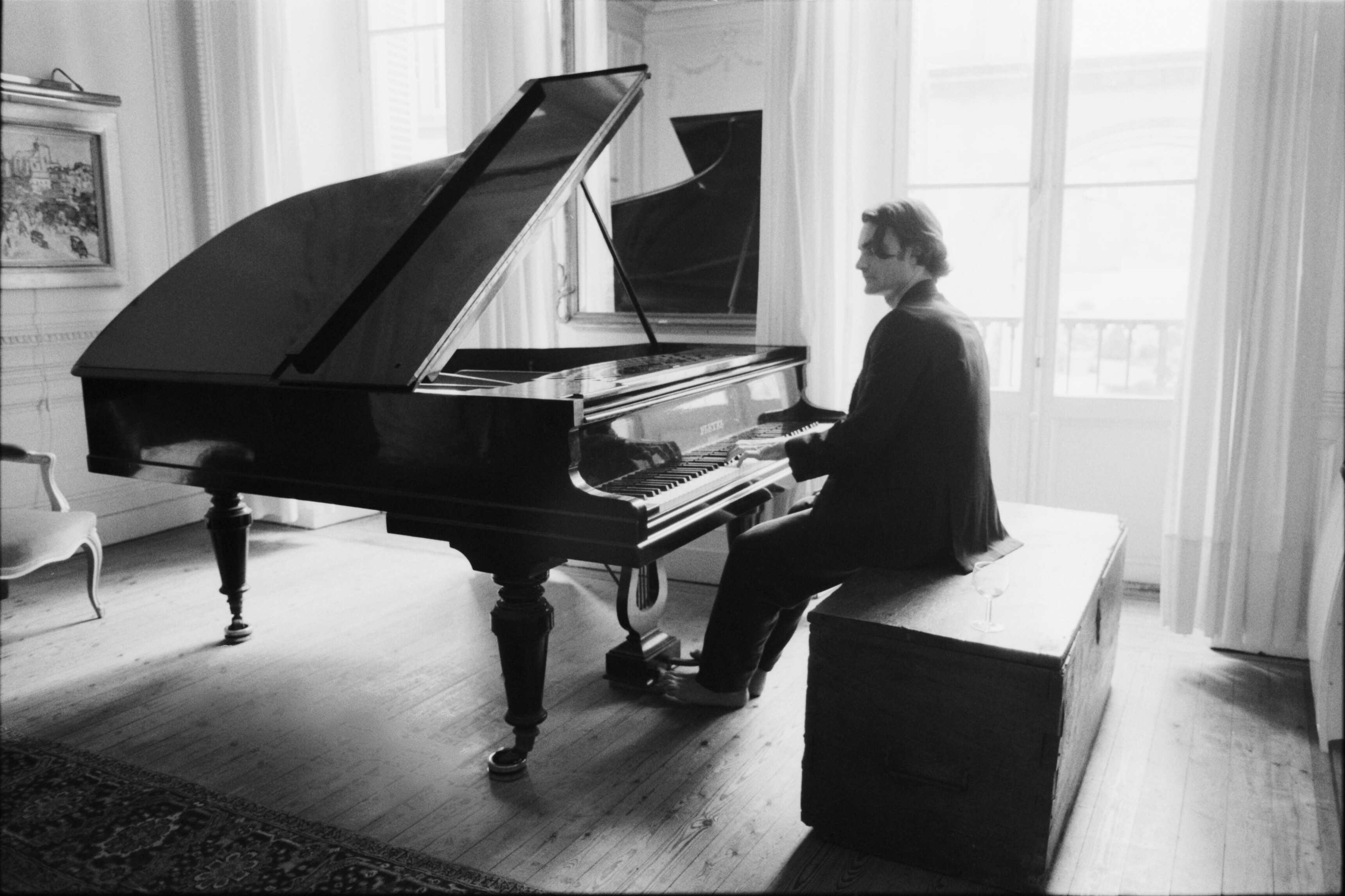
Grand queue de concert Pleyel de 1930, chez Ivan Ilić en France, 2011.

Dès 1883, Gustave Lyon, le gendre de Wolff, reprend les rênes de la manufacture Pleyel. Polytechnicien, ingénieur des Mines et musicien accompli, il met à contribution ses connaissances scientifiques pour améliorer la qualité des pianos et percer les mystères de l’acoustique. En 1889, alors que la maison Pleyel produit son 100 000e piano, Lyon est distingué par un grand prix d’honneur lors de l’Exposition universelle de Paris pendant laquelle est exposé un clavecin construit pour l'occasion. Il modernise l’usine créée par Wolff trente ans plus tôt. Les pianos Pleyel restent très appréciés de la nouvelle génération de musiciens — emmenée par Camille Saint-Saëns, Fédor Chaliapine, Rimsky-Korsakov, ou encore Wanda Landowska — séduits par l’harmonie si particulière de ces pianos européens inspirés de la facture allemande. C'est pour Landowska qu'est entreprise la conception et la fabrication de nouveaux clavecins (et notamment le fameux « Grand Modèle de Concert » dont 180 exemplaires de ce type seront produits entre 1923 et 1969.

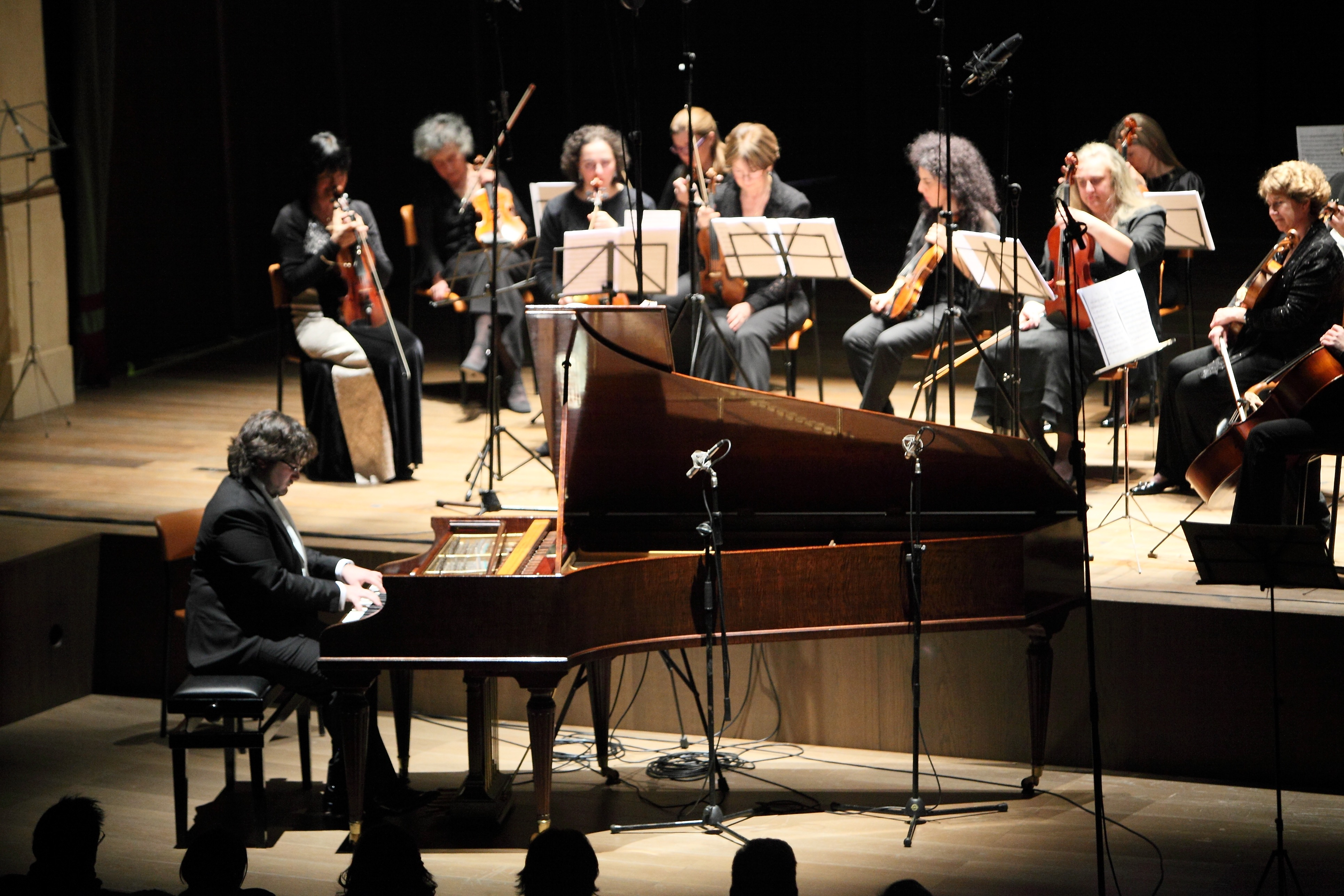
Une très rare occasion de voir et écouter en concert (à Vérone, en Italie au mois de décembre 2012) le clavecin Grand Modèle de concert « Wanda Landowska » parfaitement restauré sous la direction de Claude Mercier-Ythier. Il s'agit ici d'un instrument exceptionnel, commandé pour la claveciniste Irma Rogell, élève de Wanda Landowska et sur les conseils de cette dernière depuis les États-Unis en 1957.

En 1912, Pleyel rachète les pianos Amédée Thibout & Cie.
Parallèlement à son activité de facteur de pianos, Lyon se passionne pour l’acoustique des lieux de concert qui, en plus d’être un domaine scientifique, est encore un art. Il se spécialise ainsi dans l’orthophonie des salles et est souvent sollicité par les architectes pour corriger leur acoustique, notamment au Palais de Chaillot à Paris.
Dès 1925, Lyon lance le chantier de construction de la salle Pleyel, rue du faubourg Saint-Honoré, à Paris. Mais la grande crise de 1929 est fatale au groupe Pleyel : les pianos déposent le bilan en 1933, et la salle est reprise par son banquier, le Crédit lyonnais, en 1934. À la mort de Gustave Lyon, les pianos Pleyel et la salle Pleyel sont donc séparés. Toutefois la production des pianos subsiste à un rythme ralenti, s'appuyant davantage sur les exportations du fait de la forte notoriété dont bénéficie Pleyel à l'étranger.

### Le Crédit Lyonnais puis Hubert Martigny
Le Crédit Lyonnais reste propriétaire de la salle Pleyel jusqu'en 1998, date à laquelle il la vend dans le cadre des cessions d’actifs du Consortium de réalisation (CDR). Apprenant, en 1997, que la salle est à vendre, l’industriel — et mélomane — Hubert Martigny décide de présenter un dossier de rachat. En 1998, il devient propriétaire de la salle Pleyel et rachète, en 2000, la marque de pianos aux investisseurs italiens propriétaires de la dernière manufacture en France, la « manufacture française de pianos » située depuis 1973 à Alès dans le Gard.
Cette manufacture créée initialement à Montreuil en 1971 avec pour marque d'instruments « Rameau » est portée par d'anciens facteurs des « Grandes marques réunies » qui n'acceptent pas de voir disparaître le piano français et leur savoir-faire. En effet depuis le début des années 1960, dans une conjoncture défavorable marquée par l'arrivée de la concurrence asiatique à bas coût, japonaise d'abord puis chinoise et coréenne ultérieurement, de plus en plus forte sur le marché du piano, Érard - Gaveau ainsi que Pleyel qui les a rejoints un peu plus tard pour les mêmes raisons, se sont unis tous les trois dans les « Grandes marques réunies », avant de devoir finalement fermer aussi leurs portes aux alentours des années 1965-1969. Gaveau-Érard-Pleyel transfèrent alors la fabrication en République fédérale d'Allemagne, à Brunswick, sous contrat chez le fabricant Schimmel. Jusqu'en 1994, les instruments sont vendus sous les trois marques avec une mention indiquant qu'ils sont fabriqués sous contrat par Schimmel. Ces pianos sont en fait plus des instruments allemands Schimmel qui portent le nom de l'une ou l'autre des trois marques françaises : Érard, Pleyel ou Gaveau.
En rachetant la « manufacture française de pianos qui en plus de sa marque Rameau exploite alors depuis la fin du contrat avec Schimmel en 1996 aussi les marques Pleyel, Érard et Gaveau, Hubert Martigny devient ainsi propriétaire simultanément des quatre marques françaises de pianos subsistantes.

## La manufacture des années 2000

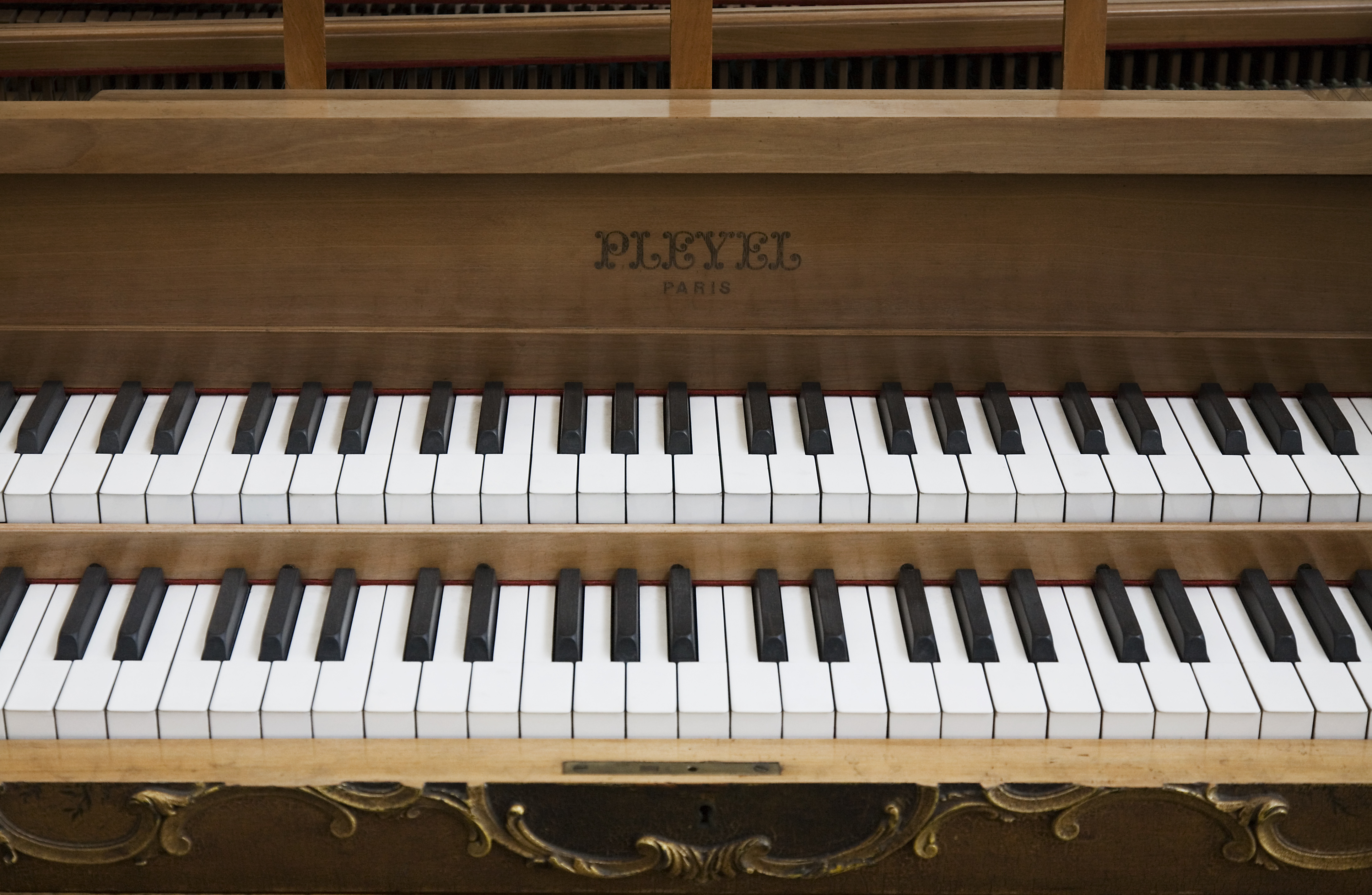
Claviers du clavecin Pleyel de 1889.

La manufacture française de pianos ferme en 2007 son usine d’Alès, ouverte en 1973, pour se réinstaller sur le site historique pour la marque Pleyel de Saint-Denis,. C'est la marque Pleyel qui va uniquement être utilisée désormais, les marques Rameau, Érard et Gaveau n'étant dès lors plus exploitées.
La manufacture installe une salle d'exposition à la salle Pleyel, où sont visibles ses modèles signés par de grands artistes contemporains (Marco Del Re, Aki Kuroda et Jean Cortot) et de grands designers : Andrée Putman a ainsi créé pour Pleyel le piano Voie lactée de 2,17 m. La direction de Pleyel prend alors résolument le virage du luxe, avec des séries limitées, puis se lance dans la fabrication de mobilier haut de gamme au slogan "Design Manufacturier d'exception". La sonorité du piano n'est pas la visée première pour ces modèles dont le meuble est le point phare.

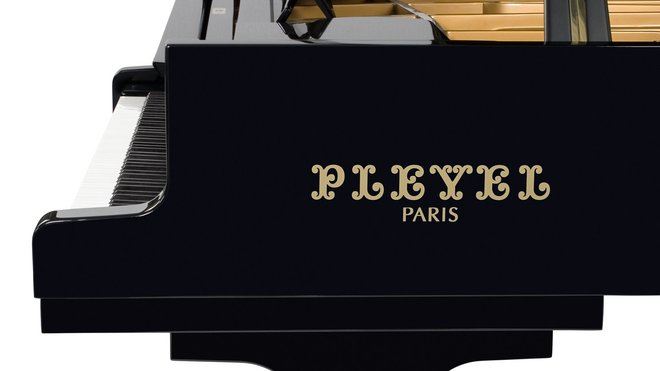
Grand piano à queue de concert P280.

### Lancement du nouveau grand queue de concert P280 en 2004
Hubert Martigny décide parallèlement en 2004, pour la première fois depuis plusieurs décennies ce qui constitue à l'époque un événement, du lancement par la marque d'un nouveau piano grand queue de concert, le P280,. Ce nouveau grand queue de concert P280 est alors décliné en deux présentations à l'esthétique différente, avec les modèles « contemporain » et « classique », cette seconde version reprenant à la fois le célèbre pupitre Pleyel ajouré sculpté dit « en soleil » et les pieds tournés de l'époque romantique. La pianiste Delphine Lizé, nommée dans la catégorie jeune espoir aux Victoires de la musique classique de 1995, en devient ambassadrice pour le monde en 2007, à l'occasion du bicentenaire des pianos Pleyel,, elle se produit peu avant lors d'un récital donné salle Pleyel sur le piano P280 en 2006.
À l'occasion de ce bicentenaire de la marque, le facteur français de pianos reçoit le label « Entreprise du patrimoine vivant » le 19 décembre 2007 pour ses fabrications par le ministre de l’Économie, des Finances et de l’Emploi, époque aussi de la réinstallation de Pleyel sur le site historique de Saint-Denis.

### Production

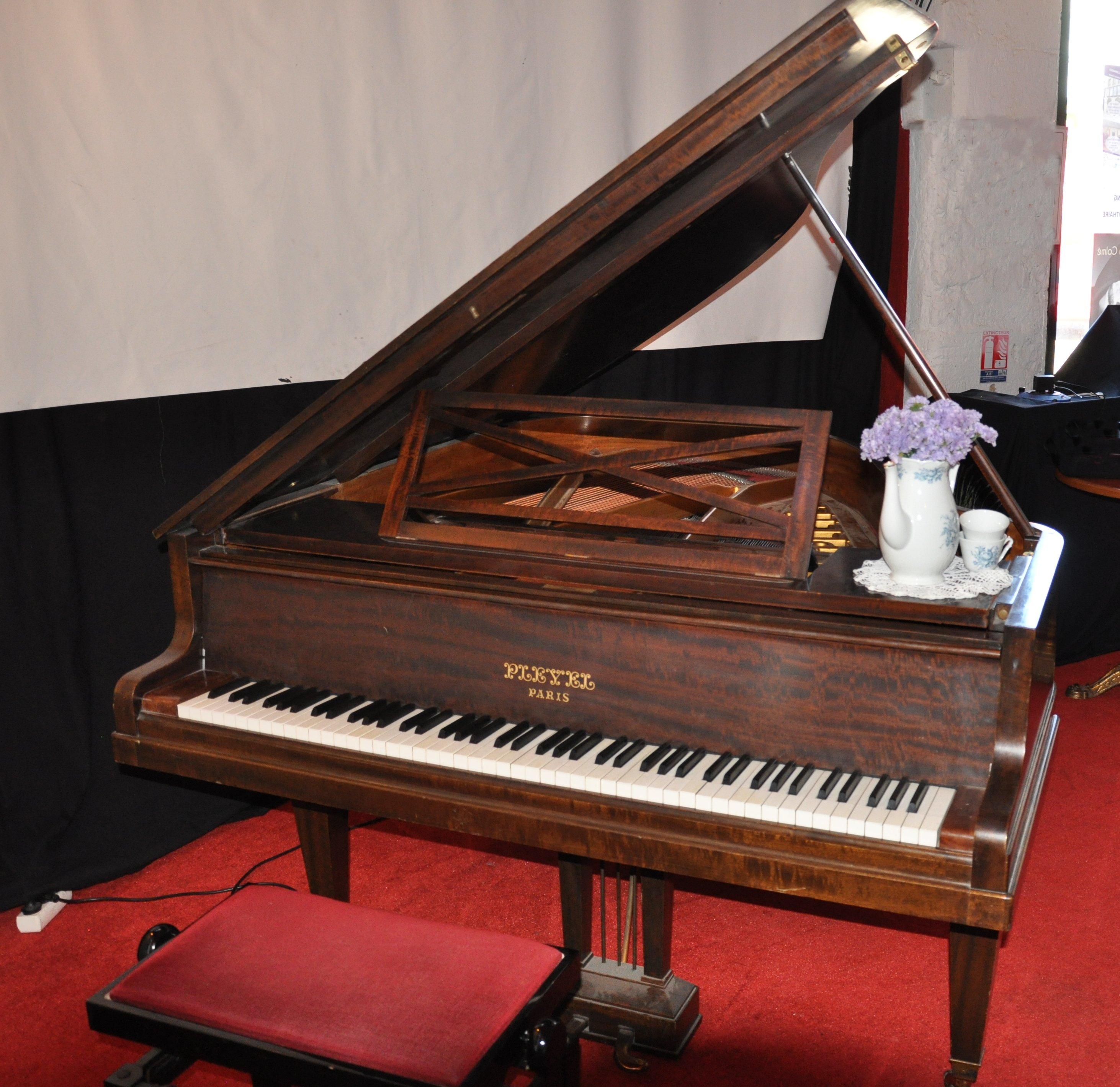
Piano 1/4 de queue Pleyel.

Confrontée à une concurrence considérable, en particulier celle des pianos à bas coût venus d'Asie, japonais d'abord, chinois et coréens ensuite, Pleyel ne produit dès lors plus que des instruments d'exception vendus entre 42 000 et 200 000 €, avec des volumes de 20 à 25 exemplaires par an alors que 2 000 pianos, principalement des pianos droits, sortis de la manufacture d'Alès étaient vendus à la fin des années 1990. En France, la marque est spécialement confrontée à la concurrence des pianos produits en Chine vendus à prix cassés, cela alors que le marché français du piano neuf connaît par ailleurs un quasi effondrement notamment avec la numérisation des loisirs des jeunes générations (jeux vidéos, internet). Les ventes de pianos acoustiques ont considérablement chuté, divisées quasi par dix en quarante ans, passées de 40 000 instruments en 1980 à seulement 8 000 en 2010, 6 000 en 2020 et un prévisionnel de seulement 4 500 en 2022. Il est à noter que le développement des achats de pianos numériques en alternative au piano acoustique, pour des raisons d'encombrement et de prix réduits, participent aussi de l'accroissement de cette forte chute depuis les années 2000, l'accélérant et la renforçant encore. La chute des ventes de pianos acoustiques en France se poursuit donc avec ce chiffre, inédit depuis les premiers temps du pianos fabriqué de façon industrielle, de 4500 unités envisagées à l'horizon 2022.
Dans cette optique de haut de gamme, la fabrication d'un Pleyel peut exiger jusqu'à 24 mois d'élaboration et 9 mois de fabrication, soit jusqu'à 2 000 heures de travail, 5 000 pièces et l'intervention de professionnels de plus de 20 métiers différents. L'entreprise emploie 15 artisans dont 4 femmes dans les 1 300 m2 de la manufacture de Saint-Denis.
D'après les responsables de Pleyel, l'équipe se compose alors de toutes les générations afin que leur savoir-faire soit effectivement transmis. « Il faut que nos pianos restent des instruments, mais deviennent aussi des objets d'art », précise Hubert Martigny alors que la compétitivité de l'entreprise est en péril.

### La fin de Saint-Denis
Le 12 novembre 2012, la direction confirme officiellement que l'entreprise connaît des difficultés et qu'elle est sur le point de faire l'objet d'une cession, sans toutefois préciser le nom du futur propriétaire de la marque. Il semble alors que le repreneur soit un des grands groupes de luxe, de sorte que l'activité serait maintenue sur le sol français.
En décembre 2012, Pleyel annonce une collaboration avec Peugeot. Le Piano Peugeot Design Lab pour Pleyel sera vendu 165 000 euros (prix public). Pleyel a déjà développé avec Audi, quelques années auparavant, un prototype qui ne fut pas commercialisé. Le nouvel instrument profitera non seulement d'une forme à la mode mais aussi de technologies issues du monde automobile. Ainsi, sera-t-il fabriqué en fibre de carbone. Après plusieurs mois de développement, les ingénieurs, techniciens et designers des deux entreprises parachèvent un piano ultra-moderne imitant la voiture et l'aérodynamique de l'aile d'avion. De plus, en remplacement des trois pieds classiques, il ne possède qu'un socle. Ce piano est conçu sans perdre la qualité de la sonorité Pleyel. Le pianiste français Yves Henry, ayant déjà essayé cet instrument, précise que « le mythique modèle de 204 cm des années 1910 a servi de base. ».
Toutefois, en novembre 2013, la confédération française des métiers d'art annonce la fermeture prochaine des ateliers de Saint-Denis.

### Dernières évolutions et implantation en Chine

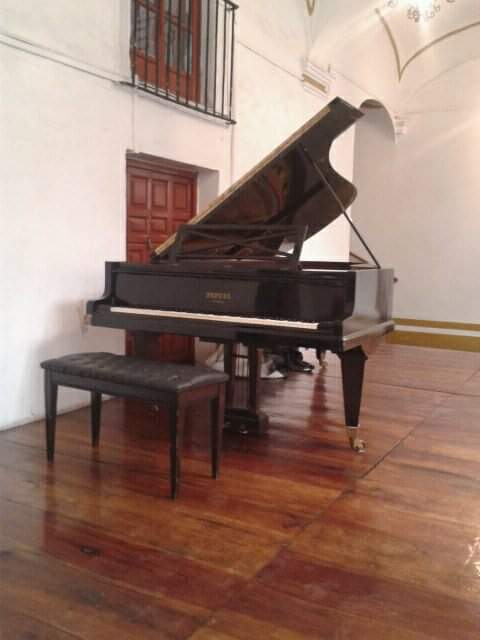
Grand piano à queue de concert AL278 Pleyel.

En septembre 2014, Pleyel emménage finalement dans des locaux du viaduc des Arts, 93-95 avenue Daumesnil à Paris (12e arrondissement), avec l'ouverture d'un show-room et celle d'un atelier mitoyen d'entretien et de réparation de pianos. La fabrication se poursuit dans le respect des procédés et des matériaux traditionnels de Pleyel, mais avec un assemblage des instruments qui se trouve pour sa part désormais localisé en Indonésie, où les méthodes et les processus de fabrication Peyel sont pleinement appliqués et respectés, avec toutefois un coût de main d'œuvre nettement moindre qu'en France. La finition des pianos continue à se faire en France.
Par ailleurs, Pleyel s'implante en Chine en 2016 et crée la société de distribution « Pleyel China » inaugurée à Pékin en Chine, alors que 30 à 40 millions de jeunes Chinois apprennent le piano, ce qui constitue le plus vaste marché actuel pour l'instrument pour ce qui est des débouchés commerciaux sur le plan mondial, avec le chiffre considérable de 350 000 pianos vendus par an rien que dans ce pays.

## La reprise de la fabrication des pianos: sortie des premiers instruments
En 2017 Gérard Garnier, président d'Algam, reprend l'entreprise Pleyel et vise une relance de la fabrication en France à l'horizon 2020, avec une nouvelle implantation qu'il créée pour Pleyel en Loire-Atlantique à Thouaré-sur-Loire. Il continue aussi dans le même temps l'assemblage de certains modèles en Indonésie où sont toujours assemblés les pianos droits et les pianos à queue de la série P, cependant que leur finition continue d'être effectuée en France. Selon le projet initial, les pianos à queue de la gamme « Haute facture » doivent pour leur part être désormais fabriqués en France, à Thouaré-sur-Loire,. À partir des années 2020, leur assemblage est finalement effectué selon les spécificités Pleyel chez un facteur allemand à Bayreuth et leur finition entièrement conduite en France à Thouaré.

### La recherche de l'identité sonore Pleyel
Le renouveau de Pleyel vise ce « son français », dit aussi « romantique », si cher à Frédéric Chopin. Il est caractérisé par un côté particulièrement « soyeux » et « chaleureux » des notes des pianos de la marque et est au cœur de la démarche de renaissance de Pleyel. Le son romantique, « à la française », est d'ailleurs toujours recherché et apprécié par des pianistes concertistes internationaux actuels.
On peut à cet égard rappeler l'exemple particulièrement éclairant sur ce point de Valentina Lisitsa qui pour un concert Beethoven donné en 2014 salle Gaveau donne la préférence à un piano Grand queue de concert Pleyel, après avoir essayé cinq instruments similaires de la marque Steinway, en expliquant les raisons de son choix,.
Dans le même mouvement, l'ensemble de musique de chambre Trio Sōra devient ambassadeur des Pianos Pleyel en 2019, tout comme le pianiste français Yves Henry.
Afin d'écouter ce « son à la française » dans le jeu des pianos actuels de la marque, il est possible de se référer au § qui suit : « Exemples sonores, Modèles contemporains » où figurent de nombreux exemples d'interprétations, sur différents modèles de pianos Pleyel récents, en audition directe sur différentes chaînes du site Youtube, en particulier huit pièces du « Concert du bicentenaire de la naissance de Frédéric Chopin »,,, récital exceptionnel et historique de piano donné à cette occasion, à l'invitation des pianos Pleyel, de l'intégrale de la musique pour piano de Frédéric Chopin, salle Pleyel les 27 et 28 février 2010 (voir infra), sur le nouveau grand queue de concert Pleyel P280 lancé en 2004,, dont la pianiste Delphine Lizé est, après un récital donné salle Pleyel sur le piano P280 en 2006, ambassadrice monde à partir de 2007,. Ce concert est donné par soixante pianistes (allant des grands concertistes à de tous jeunes élèves des conservatoires de France). Au sujet du pourquoi du choix, en rien lié au hasard, de cet instrument Pleyel à l'occasion de ce concert historique, il est directement lié au fait que Frédéric Chopin considérait les pianos Pleyel comme le « nec plus ultra » en matière de pianos et n'acceptait de jouer que sur piano Pleyel, lors des concerts où il se produisait, en particulier dans l'ancienne salle Pleyel de son époque.

### La sortie des premiers instruments
Patrick Horn-Wegner, facteur de pianos allemand, rompu à la fabrication artisanale aussi bien qu’industrielle qui avait depuis toujours le rêve de faire revivre Pleyel, s'est imposé aux yeux d'Algam pour orchestrer cette renaissance. Un bâtiment destiné à accueillir la Manufacture Française de pianos Pleyel a été aménagé à Thouaré pour accueillir les modèles Haute Facture, conçus comme un reflets du savoir-faire à la française. Ils viennent couronner les modèles de la série P beaucoup plus abordables, produits par les partenaires asiatiques de Pleyel en Indonésie, sur une ligne de production dédiée appartenant au Coréen Samick exclusivement consacrée à leur fabrication. Le grand soin apporté à la finition en France sur le site de Thouaré de ces derniers, leur garantit également une qualité exemplaire.
À la suite de problèmes de fonctionnement interne Patrick Horn-Wegner ne fait plus partie de la société ALGAM depuis fin 2021, début 2022.
Fin 2021 et début 2022, les premiers pianos Pleyel de la gamme « Haute facture » qui devaient initialement être fabriqués en France,, sont mis en vente. À partir de ces mêmes années ils sont assemblés selon les spécificités Pleyel à Bayreuth chez un facteur allemand, leur finition se faisant entièrement en France à Thouaré.
Fin 2024 la marque fait état sur son site de la sortie d'un nouveau piano droit : le F124.
Il est le premier droit à prendre place au sein de la gamme « Haute facture », aux côtés des pianos à queue haut de gamme. Sa présence ne perdure toutefois pas plus de quelques mois puisque dès mars 2025 il n'est plus présenté, alors qu'apparaît le P124 Trocadéro, de forme identique, qui fait de son côté partie de la gamme P., plus courante.
La marque annonce aussi la création du « concours international de piano Chopin Pleyel » sur instruments Pleyel, organisé du 15 au 23 août 2026 à Nohant au domaine de George Sand, conjointement par les Pianos Pleyel, le Centre des monuments nationaux, le Nohant Festival Chopin et la salle Cortot. Ce nouveau concours international dédié à Frédéric Chopin est placé sous la direction du pianiste et pédagogue Yves Henry, ambassadeur Pleyel.
Gérard Garnier et Algam poursuivent parallèlement l'orientation commerciale de la marque mise en place dès 2016, d'un effort de conquête des marchés chinois et plus largement asiatiques qui présentent un potentiel de croissance et des débouchés considérables en termes de ventes.

### Présence dans le cadre des jeux olympiques de Paris 2024
Après la parade des champions des Jeux olympiques de Paris de 2024 organisée sur les Champs Elysées le 14 septembre, un grand concert est organisé en soirée. Il se déroule à la suite de la décoration des athlètes français ayant été médaillés aux Jeux qui se tient à l'Arc de triomphe, où le Président de la république leur confère la Légion d'honneur ou l'ordre national du Mérite. C'est le grand piano de concert Pleyel P280 qui est joué à cette occasion par la chanteuse Luan Pommier qui interprète, en compagnie de la Garde républicaine, le titre I Will Survive ,.

## Exemples sonores

### Modèles contemporains
- Piano Pleyel actuel, modèle quart de queue F170 BLK, playlist « Vidéos d'artistes » : F. Chopin, « Étude », « Prélude » et « Nocturne » en do dièse mineur et C. Debussy, « Clair de Lune » (par Yves Henry) ;
- Piano Pleyel actuel, modèle quart de queue P170 BLK (de 2019) « PLEYEL : le romantisme à la française avec le Trio Sōra », « L.v. Beethoven, Trio en Si bémol Majeur, Op. 97 “Archduke” : I. Allegro moderato » (par le Trio Sōra) ;
- Piano Pleyel actuel, modèle grand quart de queue P190 Opéra-BLK, sur la chaine Youtube des Pianos Pleyel, « François Dumont raconte (et joue) F. Chopin Ep. 1 - Barcarolle Opus 60 », (par François Dumont) ;

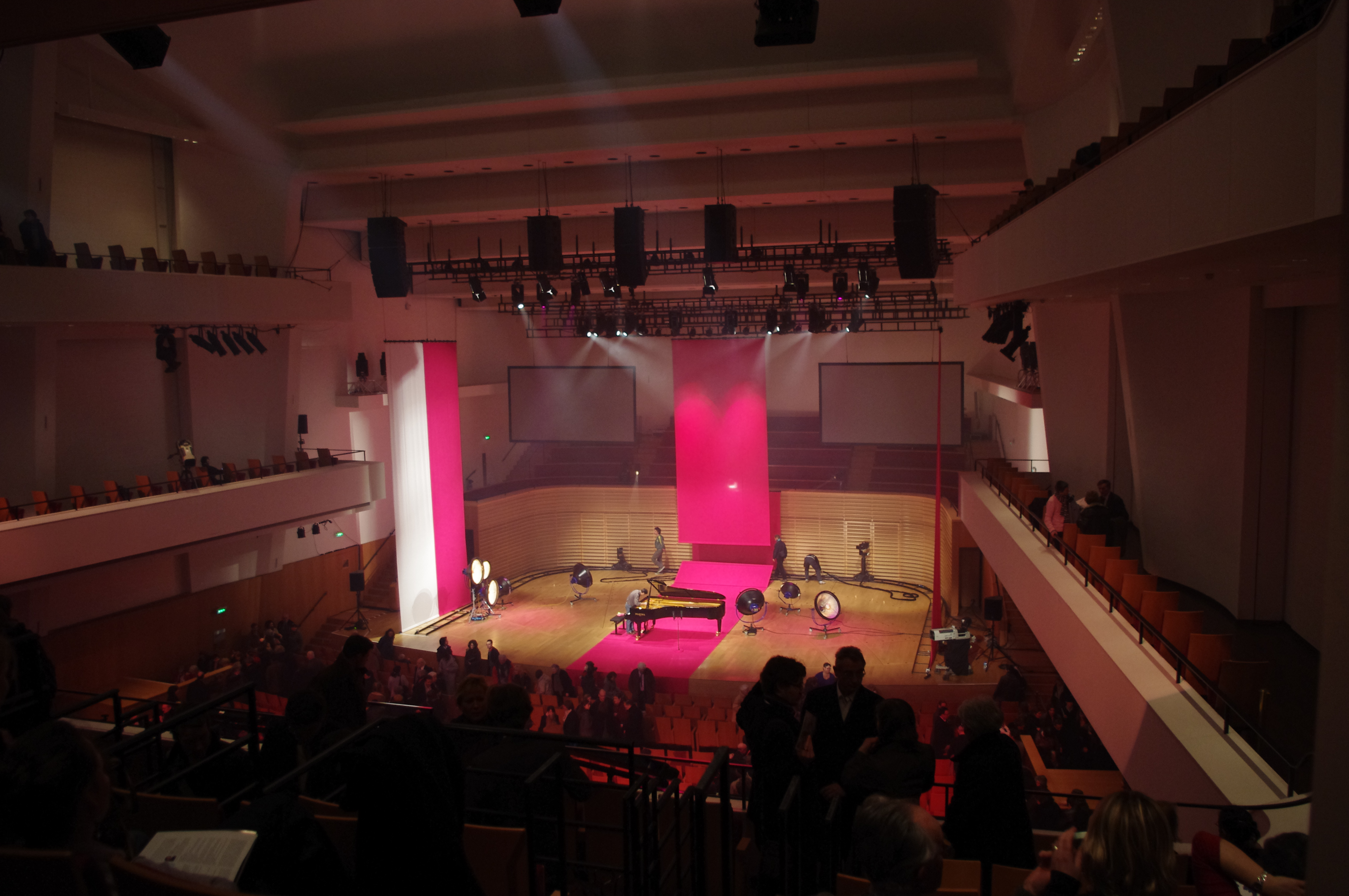
Concert du bicentenaire de la naissance de Frédéric Chopin, salle Pleyel les 27 et 28 février 2010, sur grand piano à queue de concert P280.

- Piano Pleyel contemporain, modèle grand queue de concert P280 lancé en 2004[46],[20], dont la pianiste Delphine Lizé qui se produit peu avant lors d'un récital donné salle Pleyel sur le piano P280 en 2006[25] est ambassadrice monde à partir de 2007[23],[24], piano joué lors du « Concert du bicentenaire de la naissance de Frédéric Chopin »[20],[39], récital inédit, donné à cette occasion, de l'intégrale de la musique pour piano de Frédéric Chopin, par soixante pianistes (allant des grands concertistes à de tous jeunes élèves des conservatoires de France)[39],[47], programmé les 27 et 28 février 2010 sur deux journées successives et une durée de 15 heures[38], salle Pleyel ;
- Piano Pleyel contemporain, modèle demi-queue de concert P204 Concert-BLK, sur la chaîne YouTube des Pianos Pleyel, les trois enregistrements qui suivent effectués en 2018 à la rotonde de la salle Pleyel (par Flora Rozet) : 1. « F. Chopin : Valse en la mineur op. 34 no 2 », 2. « F. Chopin : Mazurka op. 24 no 1 en sol mineur » ; 3. « F. Chopin : Nocturne op. 9 no 1 en si b mineur ».

### Modèles anciens
- Grand queue de concert Pleyel de 1892 entièrement restauré, joué en 2019, L.v. Beethoven, Concerto pour piano no 5 « Empereur » OP.73.Rondo, diffusé sur la chaîne France 3 lors de la « Soirée des Victoires de la musique classique » (par Nicholas Angelich, « Soliste instrumental de l'année » aux Victoires 2019)[48],[49] et le même instrument déjà joué au concert L.v. Beethoven, donné en 2014 salle Gaveau par la pianiste Valentina Lisitsa qui choisit cet instrument de préférence aux cinq pianos de concert Steinway qu'elle vient d'essayer[14], sonate no 17 « La Tempête »[15] ;
- Pianoforte Pleyel des années 1840, quelques Études op. 100 de Friedrich Burgmüller, contemporaines de cet instrument (par Jean-Luc Perrot) ;
- Yuan Sheng. Frederic Chopin. Ballades Nos 1-4/Impromptus Nos 1-4. 1845 Pleyel fortepiano. bel: Piano Classics ;
- Ronald Brautigam. Felix Mendelssohn. Piano Concertos. 1830 Pleyel (Paul McNulty). Bis ;
- Janusz Olejniczak Chopin evening around 1831 Pleyel. ;
- Alexei Lubimov. Chopin, Bach, Mozart, Beethoven: at Chopin’s home piano. Pleyel 1843 fortepiano. NIFCCD ;
- Dina Yoffe. Fryderyk Chopin. Piano Concertos No 1 & 2. Version for one piano. 1848 Pleyel, 1838 Erard. Fryderyk Chopin Institute ;
- Viviana Sofronitsky, Sergei Istomin. Frederyk Chopin. Complete works for cello and piano. 1830 Pleyel (Paul McNulty). Passacaille ;
- Kevin Kenner. Fryderyk Chopin. 4 Impromptus. Fortepiano 1848 Pleyel. Fryderyk Chopin Institute ;
- Tomasz Ritter. Fryderyk Chopin. Sonata in B Minor, Ballade in F minor, Polonaises, Mazurkas. Karol Kurpinski. Polonaise in D minor. 1842 Pleyel, 1837 Erard, Buchholtz 1825-1826 (Paul McNulty). Fryderyk Chopin Institute.

## Un patrimoine vivant
La célébrité des pianos Pleyel, acquise de longue date, permet d'expliquer que différentes institutions préservent le patrimoine que constituent incontestablement les instruments anciens de la marque. C'est particulièrement vrai en Pologne, pays dont était originaire Frédéric Chopin né à Żelazowa Wola, ville située à l'époque sur le territoire du duché de Varsovie. Aussi peut-on se référer à l'importante place qu'occupent en raison de leur renommée, les pianos Pleyel dans les collections polonaises et plus généralement dans l'univers de la musique et du piano dans ce pays. Frédéric Chopin installé en France préférait entre tous les pianos Pleyel qu'il avait choisis pour lui-même et aussi pour les concerts qu'il donnait.
L'attraction des pianos Pleyel et la réputation de leur « son à la française », caractérisé par un côté particulièrement « soyeux » et « chaleureux » des notes qui donne une tonalité « romantique », sur lequel s'est bâtie leur célébrité mondiale a même conduit de nos jours des passionnés à vouloir reconstruire à l'identique des modèles anciens, à la recherche du son mythique des pianos Pleyel joués par F. Chopin. C'est notamment le cas de Paul McNulty, facteur de pianos, qui a réalisé à partir de 2009 pour le compte de l'Institut F. Chopin de Varsovie la copie du piano Pleyel no 1555 de 1830. Ce piano, réplique exacte du modèle ancien a fait ses débuts à l'occasion d'un concert donné en 2019 pour les 209e anniversaire de la naissance de F. Chopin. Ce piano se trouve dans les collections de l'Institut F. Chopin à Varsovie.
Par ailleurs la tradition du jeu sur ces instruments anciens, à la recherche de la technique du jeu au piano de F. Chopin lui-même, a donné naissance à un concours international F. Chopin sur instruments d'époque réunissant chaque année les meilleurs jeunes pianistes concertistes mondiaux en Pologne. La copie du piano Pleyel de 1830 dont il vient d'être fait mention réalisée par P. McNulty est admise parmi les instruments anciens utilisés lors du Concours international F. Chopin sur instruments d'époque.
Même en Amérique du nord, on peut voir le site de l'Université royale de Waterloo au Canada consacrer une place à l'histoire des pianos Pleyel. Des articles de presse par exemple dans le New York Times, peuvent aussi aux États-Unis traiter des pianos Pleyel.